# Рајт Лајвлихуд награда
Рајт Лајвлихуд (енгл. Right Livelihood Award) награда је међународна награда која „призна и подржи они који нуде пректична и примерне одговоре на најбитнија питања са којима се соучавамо данас“. Награду је 1980. године основао немачки и шведски филантроп Јакоб фон Икскил. Награда се додељује сваке године почетком децембра. Петочлани одбор сталних чланова одбора организације која додељује награду формира међународни жири који додељује награде у областима као што су заштита животне средине, људска права, одрживи развој, здравље, образовање и мир. Награда износи 200.000 евра и дели се углавном на четири дела.  Неретко један од четири лауре добива почасну награду, што значи да остала три дијеле награду. 
Иако је позната под именом „Алтернативна Нобелова награда“, није Нобелова награда нити има какве друге директне везе са Нобелвом наградом.
Успостављање награде уследило је након неуспелог покушаја Нобелове фондација оснује нове награде у области заштите животне средине, одрживог развоја и људских права. Награда је додељена разноликој групи људи и организација, укључујући Вангари Маатхаи, Астрид Линдгрен, Мемориал, Едварда Сноудена и друге.

## Церемонија
Од 1985. године свечаност се одржава у старој згради парламента у Стокхолму, пар дан пре доделе правих Нобелових награда које се додјељују у истом граду. Група шведских парламентараца различитог политичког спектра води церемонију.

## Природа награде
Неки медији ту награду називају алтернативном Нобеловом наградом, а награда се често схвата и као критика првобитних Нобелових награда.
Награда се значајно разликује од Нобелових награда:
- то није испуњење наслеђа Алфреда Нобела, а тиме ни једна од Нобелових награда;
- има отворен процес номиновања (свако може да именује било кога другог, осим блиских рођака или сопствених организација);[12]
- није ограничено на одређене категорије;[5]
- Новчана награда је знатно нижа од Нобелове награде. Тренутно је 200.000 € у поређењу са око 1.000.000 € за Нобелову награду;
- средства за награде сада долазе из донација[2], док су Нобелове награде долазе из прихода од оставштине Алфреда Нобела. Нобелову награду за економомију (која технички није Нобелова награда) финансира Шведска национална банка.